# ローリー・オコナー
ローリー・オコナー（Rory O'Connor, 1883年11月28日 - 1922年12月8日）は、アイルランドの活動家。
1922年から1923年のアイルランド内戦の引き金となるダブリンの戦いでの主導的役割で知られる。